# Ragged Island, Bahamas
Ragged Island är ett distrikt och en ö i Bahamas.Det ligger i den sydöstra delen av landet, 300 km sydost om huvudstaden Nassau.
Ytterligare en ö i distriktet är Little Ragged Island och det finns en flygplats Duncan Town Airport.